# Rybák západní
Rybák západní (Thalasseus elegans) je středně velký severoamerický druh rybáka ze skupiny chocholatých rybáků rodu Thalasseus.

## Vzhled

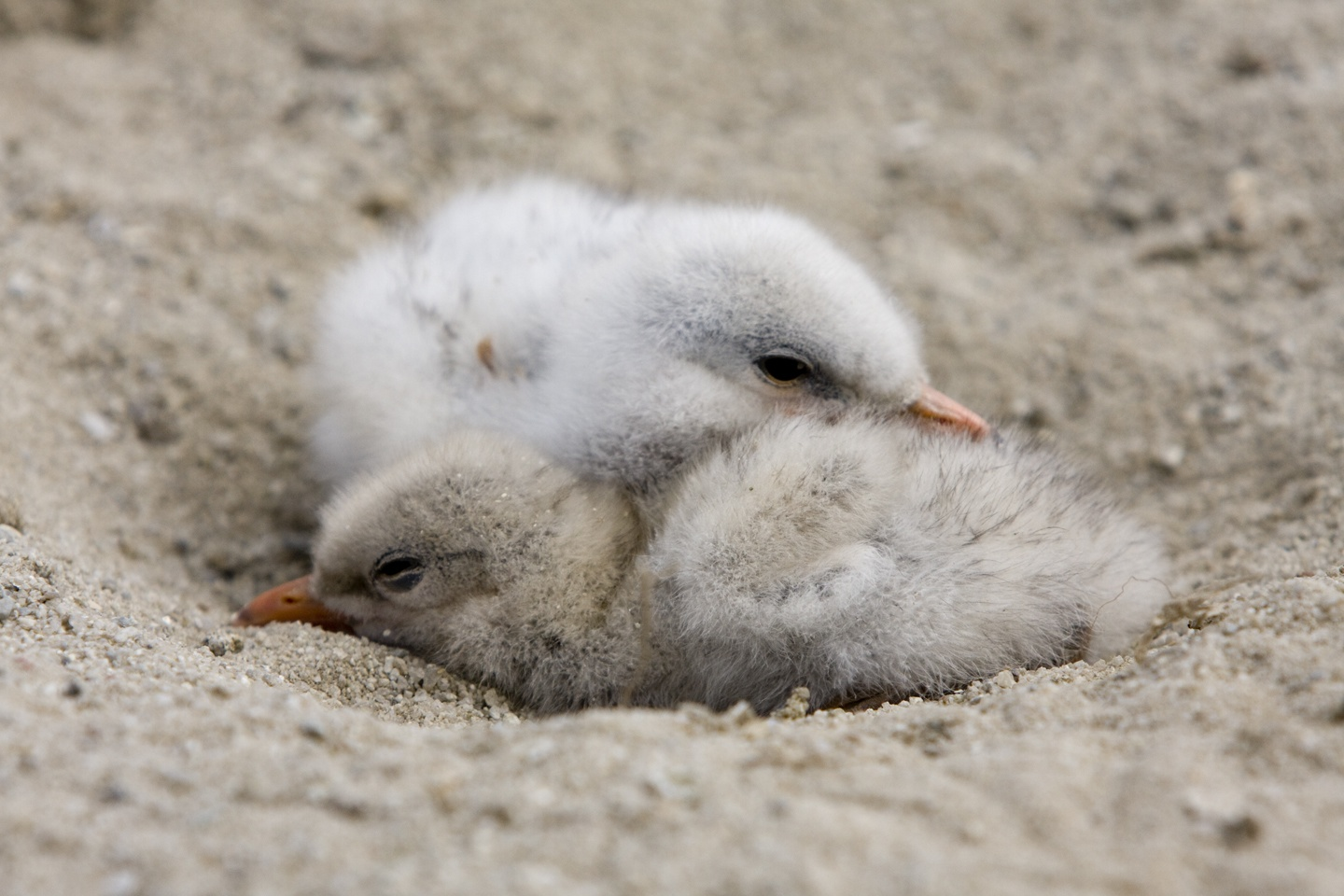
Mláďata rybáka západního

Rybák západní je podobný ostatním chocholatým rybákům – má bílé tělo, šedý hřbet a svrchní stranu křídel (s tmavšími vnějšími ručními letkami), bílým ocasem a černou čepičkou z výrazně prodloužených per, tvořících chocholku. Jedná se o středně velkého ptáka, jehož váha se pohybuje okolo 100 g. Nohy jsou černé, poměrně krátké. Zobák je velmi dlouhý a štíhlý zobák, má žlutou až žlutooranžovou barvu se světlejší špičkou. V prostém šatu (v zimě) je čepička omezená na týl a oblast za okem, čelo a temeno jsou bílé. Mladí ptáci mají šupinovitou kresbu hřbetu a krovek.
V poslední době se často vyskytují kříženci rybáků západních a severních. Tyto dva druhy se setkávají například při hnízdění ve Francii, což může vést k potomkům se znaky obou druhů.

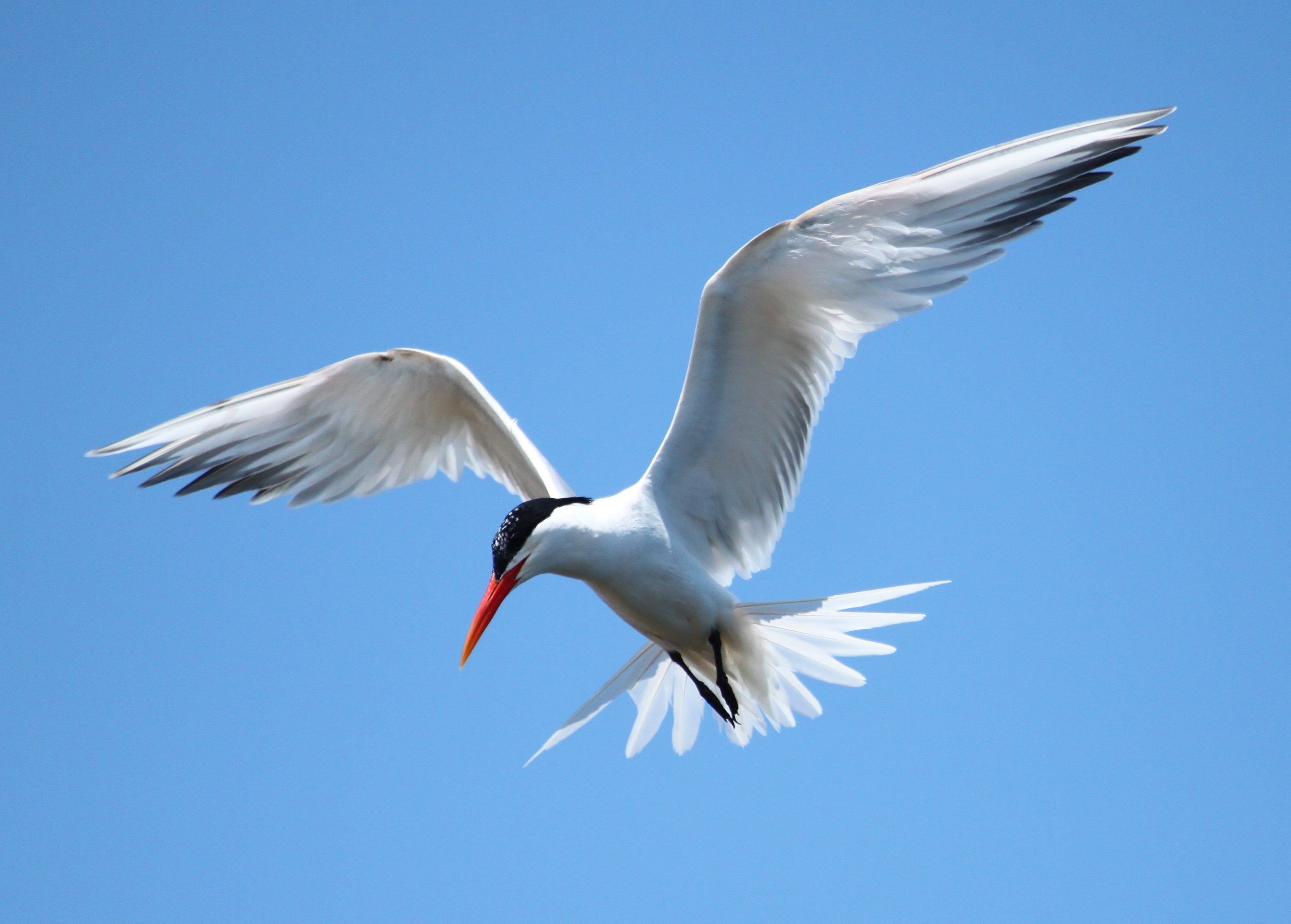
Dospělý jedinec

## Rozšíření
Hnízdí pouze v Severní Americe v jižní Kalifornii a severozápadním Mexiku. Po vyhnízdění se zčásti rozptylují na sever po San Francisco, poté táhnou na jih. Zimoviště leží na západním pobřeží Jižní Ameriky od Ekvádoru po Chile. Zatoulaní ptáci byli zjištěni na východ po Texas a také na Johnstonově atolu v Tichém oceánu. Po roce 1999 bylo zaznamenáno několik dalších pozorování ve východních Spojených státech (1999–2002 asi 3 ex. Florida, 2002 Massachusetts), poprvé byl zjištěn také v Argentině a jižní Africe.

### Výskyt v Evropě
Prvním prokázaným výskytem v Evropě byl v letech 1974–1984 opakovaný pobyt jedince v kolonii rybáků severních (T. sandvicensis) v Gironde (jihozápadní Francie). Tento jedinec byl původně určen jako rybák oranžovozobý (T. bengalensis). V roce 1984 se na lokalitě objevil druhý jedinec, oba však tvořili smíšené páry. Jeden z těchto ptáků se na lokalitě objevoval do roku 1993, přitom byl v roce 1987 chycen, barevně označen a definitivně určen jako rybák západní. Tento jedinec byl v srpnu 1991 pozorován o něco severněji v departmentu Loire-Atlantique. Na západním pobřeží Francie byl pak pozorován rybák západní ještě několikrát. Mimo Francii byl tento druh zjištěn v severovýchodním Irsku (léto 1982 a 1999), v deltě řeky Llobregat v severovýchodním Španělsku (jaro 1993), na pobřeží Belgie (léto 1988) a konečně na jaře roku 2000 v kolonii rybáků severních v západním Dánsku. Existují další pozorování z Nizozemska a Velké Británie, která jsou momentálně posuzována místními komisemi.

## Ekologie
Tito ptáci žijí ve velkých koloniích na pobřežích a ostrovech. Výjimečně je najdeme i ve středozemí. Nejedná se o příliš agresivní druh, přítomnost lidská ani jiných zvířat jim příliš nevadí ani v době páření. Živí se malými druhy ryb, které chytá za letu a následně vcelku polyká. Rodiče svým potomkům rybu nejdříve natráví a poté vyvrhnou. Ryba hraje důležitou roli i při namlouvání, kdy ji samec předkládá samici.
Rybák západní se shromažďuje k páření na pobřeží jižních Spojených států, v Mexiku, Ekvádoru a Chile,